# Sanatana malaica
Sanatana malaica är en insektsart som beskrevs av Irena Dworakowska 1984. Sanatana malaica ingår i släktet Sanatana och familjen dvärgstritar. Inga underarter finns listade i Catalogue of Life.